# Xalan
Xalan è una popolare libreria open source della Apache Software Foundation, creata originariamente da IBM con il nome LotusXSL, implementa il linguaggio di trasformazione XSLT 1.0 XML ed il linguaggio XPath 1.0. Il processore Xalan XSLT è disponibile per i linguaggi di programmazione Java e C++. È inoltre disponibile un wrapper per il linguaggio Eiffel.